# Gaston de La Touche
Gaston de La Touche (også Gaston La Touche) (født 24. oktober 1854 i Saint-Cloud, død 12. juli 1913 i Paris) var en fransk maler, grafiker og illustrator.
Han blev elev af Édouard Manet, debuterede som billedhugger, men blev snart optaget af maler- (olie, pastel) og radererkunsten. Han malede bibelske scener (Disciplene i Emmaus), landskaber og meget andet, men fik dog sit særlige domæne, hvor han med sin fantasirigdom og sin ejendommelig digteriske og maleriske fortolkning blev mesteren, i fremstillingen af det 18. århundredes Frankrigs galante fester med elskende par i skønne parker, ofte belyste af lampioner eller strålende fyrværkeri.
Kendte værker: Natlig fest (1906, Élyséepalæet), Digteren (1910), den dekorative fantasi Den lykkelige time (1911), Bryllupsrejsen, Hyldest, Sommer (badende kvinder), Maskefest, La vie joyeuse, Fyrværkeri over vandet etc.; han malede også eventyrmotiver efter Charles Perrault. Til Musée du Luxembourg kom Svaner ved springvandet (1898) og opera-interiøret Logen (1899). Göteborgs konstmuseum ejer en pastel fra 1884.